# Claudia Pechstein
Claudia Pechstein est une patineuse de vitesse allemande, née le 22 février 1972 à Berlin. Elle est titulaire de neuf médailles olympiques : cinq d’or, deux d’argent et deux de bronze. Elle a aussi battu six records du monde durant sa carrière. 
Elle est ensuite devenue policière fédérale, avec le grade de capitaine. 
Avec ses cinq médailles d’or, elle a été la meilleure représentante allemande aux Jeux olympiques d’hiver (hommes et femmes confondus) jusqu’à ce qu’elle soit devancée en 2022 par la lugeuse Natalie Geisenberger au cours des Jeux olympiques d’hiver de 2022 à Pékin : Geisenberger a alors atteint le total de six médailles d’or, mais sans atteindre les neuf médailles en tout de Pechstein. Elle est la première sportive à avoir participé à huit Olympiades d’hiver ; auparavant, seul le sauteur à ski japonais Noriaki Kasai avait atteint ce record mais avec beaucoup moins de succès (trois médailles dont deux d’or).
Pechstein fait partie du département « patinage de vitesse » du club des Ours polaires juniors de Berlin (de).
Aux élections fédérales de 2021, elle s’est présentée comme candidate de la CDU dans la circonscription de Berlin - Treptow - Köpenick. Elle a été battue par le candidat de Die Linke, Gregor Gysi.

## Carrière
À 37 ans, Claudia Pechstein est suspendue deux ans pour dopage, en raison d’anomalies de son passeport sanguin. À l'issue de ces deux années de suspension, elle revient à la compétition en 2011 et annonce qu'elle souhaite participer aux Jeux olympiques d'hiver de 2014 malgré le fait d'en avoir été automatiquement exclue après sa suspension. Elle déclare en effet souffrir d'une anomalie sanguine congénitale, constatation appuyée par quelques hématologues : elle indique qu’en cas de refus par le CIO de son exemption de peine, elle présentera l'affaire au tribunal arbitral du sport.

## Palmarès

### Jeux olympiques d'hiver
| Épreuve / Édition      | 500 mètres | 1 000 mètres | 1 500 mètres | 3 000 mètres                        | 5 000 mètres                        | Mass start | Poursuite par équipes          |
| JO 1992 Albertville    | —          | —            | —            | —                                   | Médaille de bronze, Jeux olympiques | —          | —                              |
| JO 1994 Lillehammer    | —          | —            | —            | Médaille de bronze, Jeux olympiques | Médaille d'or, Jeux olympiques      | —          | —                              |
| JO 1998 Nagano         | —          | —            | 7e           | Médaille d'argent, Jeux olympiques  | Médaille d'or, Jeux olympiques      | —          | —                              |
| JO 2002 Salt Lake City | —          | —            | 6e           | Médaille d'or, Jeux olympiques      | Médaille d'or, Jeux olympiques      | —          | —                              |
| JO 2006 Turin          | —          | —            | —            | 5e                                  | Médaille d'argent, Jeux olympiques  | —          | Médaille d'or, Jeux olympiques |
| JO 2014 Sotchi         | —          | —            | 19e          | 4e                                  | 5e                                  | —          | —                              |
| JO 2018 Pyeongchang    | —          | —            | —            | 9e                                  | 8e                                  | —          | —                              |
| JO 2022 Pékin          | —          | —            | —            | —                                   | 20e                                 | 9e         | —                              |

Légende :
- : première place, médaille d'or
- : deuxième place, médaille d'argent
- : troisième place, médaille de bronze

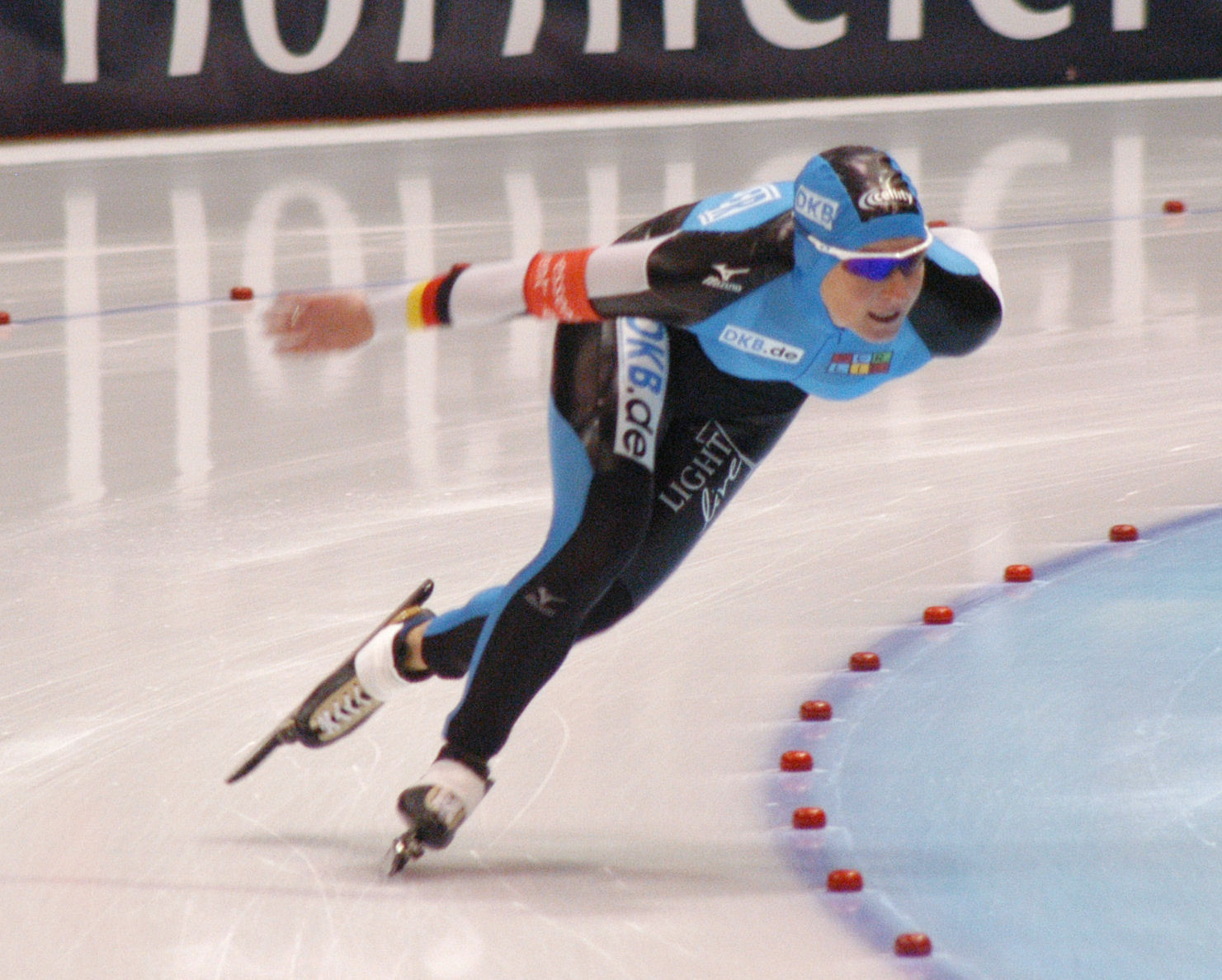
Claudia Pechstein en 2007

- : pas d'épreuve
- — : Non disputée par le patineur
- DSQ : disqualifiée

### Championnats du monde

#### Toutes épreuves
- 1 médaille d'or : en 2000
- 8 médailles d'argent : en 1996, 1997, 1998, 1999, 2001, 2003, 2004 et 2006
- 2 médailles de bronze : en 2002 et 2005

#### Simple distance
- 5 médailles d'or : 5 000 m en 1996, 1 500 m et 3 000 m en 2000, 5 000 m en 2003, 3 000 m en 2004
- 11 médailles d'argent : 1 500 m et 3 000 m en 1996, 3 000 m et 5 000 m en 1998, 3 000 m et 5 000 m en 1999, 5 000 m en 2000, 5 000 m en 2001, 3 000 m en 2003, 3 000 m et 5 000 m en 2005, 5 000 m en 2007
- 11 médailles de bronze : 5 000 m en 1997, 1 500 m en 1998, 3 000 m en 2001, 5 000 m en 2004, poursuite par équipes en 2007, poursuite par équipes en 2008, 5 000 m et poursuite par équipes en 2011, 5 000 m en 2012, 3 000 m et 5 000 m en 2013

### Coupe du monde
- Vainqueur du classement du 3 000 m/5 000 m en 2003, 2004 et 2005.
- 28 victoires individuelles.